# U.S. Route 93
La U.S. Route 93 o Ruta Federal 93 (abreviada US 93) es una autopista federal ubicada en el estado de Idaho. La autopista inicia en el sur desde la US 93  hacia el norte en la US 93 . La autopista tiene una longitud de 539,1 km (335 mi).

## Mantenimiento
Al igual que las carreteras estatales, las carreteras interestatales, y el resto de rutas federales, la U.S. Route 93 es administrada y mantenida por el Departamento de Transporte de Idaho por sus siglas en inglés ITD.

## Cruces
La U.S. Route 93 es atravesada principalmente por la I 84     en Twin Falls.